# Antoine Adelisse
Antoine Adelisse (Nantes, 10 de junio de 1996) es un deportista francés que compite en esquí acrobático, especialista en la prueba de big air. Consiguió dos medallas en los X Games de Invierno.

## Medallero internacional
| \| X Games de Invierno \| X Games de Invierno \| X Games de Invierno \| X Games de Invierno \| \| Año \| Lugar \| Medalla \| Prueba \| \| ------------------- \| ---------------------- \| ------------------- \| ------------------- \| \| 2020 \| Hafjell (Noruega) \| Medalla de oro \| Big air \| \| 2021 \| Aspen (Estados Unidos) \| Medalla de plata \| Big air \| |                        |                  |         |
| X Games de Invierno |                        |                  |         |
| Año | Lugar                  | Medalla          | Prueba  |
| 2020 | Hafjell (Noruega)      | Medalla de oro   | Big air |
| 2021 | Aspen (Estados Unidos) | Medalla de plata | Big air |